# جونسون توريبيونج
جونسون توريبيونج (بالإنجليزية: Johnson Toribiong)‏؛ (22 يوليو 1946 -)، رئيس جمهورية بالاو منذ 2009 حتى 2013. خلفه الرئيس تومي رمنجساو.